# Кадисская бухта
Ка́дисская бухта (исп. Bahía de Cádiz) — бухта Атлантического океана на юго-западе Андалусии, часть Кадисского залива.
От открытого океана закрыта островом Леон и защищена от волн. Длина более 15 км, ширина у входа 10 км, глубина составляет 10—15 м, в северной части имеются отмели.
Берега Кадисской бухты низменные, густо заселены. На территории бухты образован природный парк Баия-де-Кадис. Бухта дала название одной комарке Испании.